# Pasquale Fago
Pasquale Fago zvaný Tarantino (1740, Neapol – 11. listopadu 1794, Montecorvino Rovella) byl italský varhaník, hudební skladatel a politik.

## Život
Byl synem varhanika a skladatele Lorenza Faga (1704–1793) a vnukem Nicoly Faga (1677–1745). V roce 1762 se stal varhaníkem v neapolské katedrále, kde vystřídal svého otce, který veškerý čas věnoval pedagogické práci na konzervatoři. V roce 1771 se skladatelsky odmlčel neboť byl jmenován státním úředníkem v Neapolském království. V roce 1788 se stal guvernérem v Montecorvinu a v roce 1782 v Sarnu.

## Dílo
- Sorgi, figlia d'Eumelo (kantáta pro tři hlasy a orchestr k narozeninám krále Ferdinanda I., 1766, Neapol)
- Il sogno di Lermano Cinosurio Pastore Arcade (opera, libreto G. Baldanzo, 1769, Palermo)
- La caffetteria di garbo (opera buffa, libreto Pasquale Mililotti, 1770, Neapol)
- Il finto sordo (opera buffa, libreto Pasquale Mililotti, 1771, Neapol)
- Son sventura ma pure o stelle (árie)
- Vado a morir (duet)